# Midori-ku (Yokohama)
Midori-ku (緑区?) es uno de los 18 distritos administrativos que conforman la ciudad de Yokohama, la capital de la prefectura de Kanagawa, Japón. Tenía una población estimada de 182 899 habitantes el 1 de septiembre de 2020 y una densidad de población de 7170 personas por km².

## Geografía
Midori-ku está localizado en la parte oriental de la prefectura de Kanagawa, y en el límite noroeste de la ciudad de Yokohama. Excepto por la parte noreste, gran parte del área es montañosa y está relativamente poco poblada en comparación con otras partes de la ciudad. La parte más plana del noreste se encuentra en la cuenca del río Tsurumi, y el río sirve de límite con Tsuzuki-ku. Limita con los barrios de Seya-ku, Kanagawa-ku, Kōhoku-ku, Aoba-ku, Hodogaya-ku Asahi-ku, y Tsuzuki-ku, así como con la ciudad de Machida, Tokio.

## Demografía
Según los datos del censo japonés, la población de Midori-ku ha disminuido en los últimos 40 años.
| 289,766                                    | 365,934 | 426,663 | 148,498 | 158,159 | 169,831 | 177,631 | 180,366 | 181,523 | 182,115 |
| (Fuente: Oficina de Estadísticas de Japón) |         |         |         |         |         |         |         |         |         |